# 데이비드 가넷

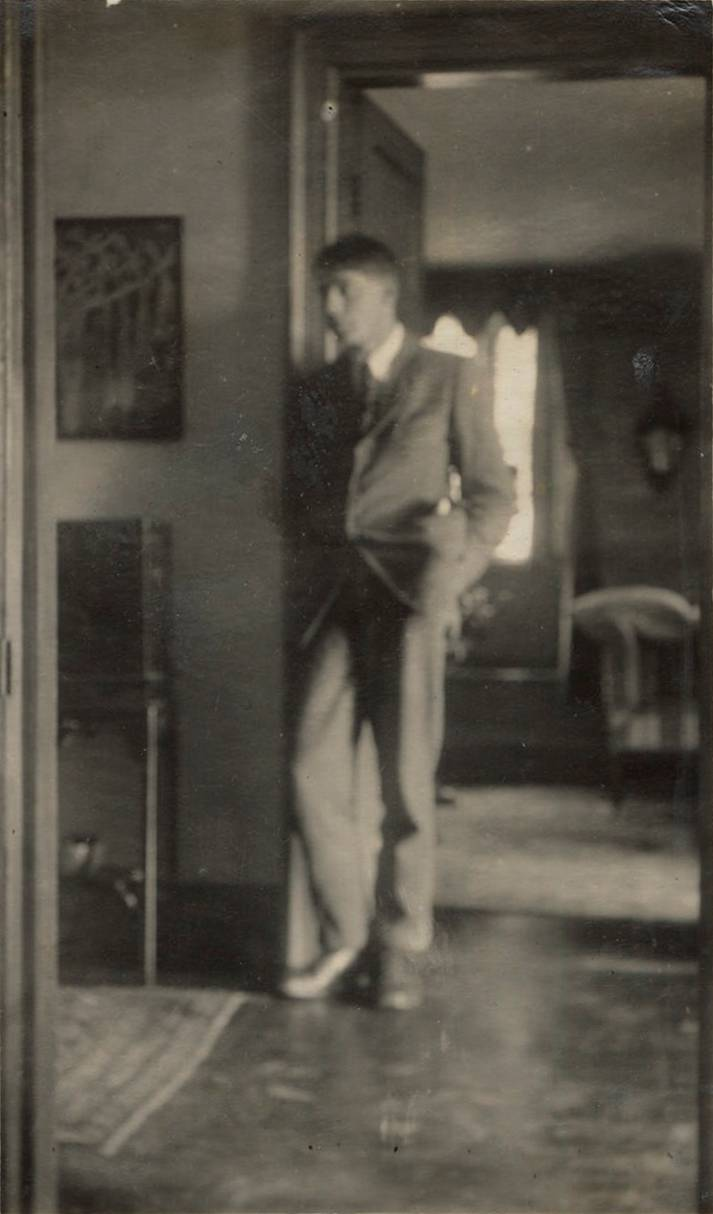
1920년 모습

데이비드 가넷(David Garnett, 1892년 3월 9일 – 1981년 2월 17일)은 영국의 작가이자 출판인이었다. 어렸을 때 그는 토끼 가죽으로 만든 망토를 입고 있었기 때문에 "토끼"(Bunny)라는 별명을 얻었으며 평생 동안 친구들에게 알려지고 친밀한 관계를 맺었다.

## 선별된 작품
- 《여우가 된 부인》(Lady into Fox, 1922)
- 《동물원에 들어간 남자》(A Man in the Zoo, 1924)
- 《선원의 귀향》(The Sailor’s Return, 1925)
- 《메뚜기의 내습》(The Grasshoppers Come, 1931)
- 《숲의 꽃》(The Flowers of the Forest, 자서전, 1955)
- 《T.E.로렌스의 서간집》
- 사랑의 이모저모 (소설)